# Pelagia (schip, 1991)

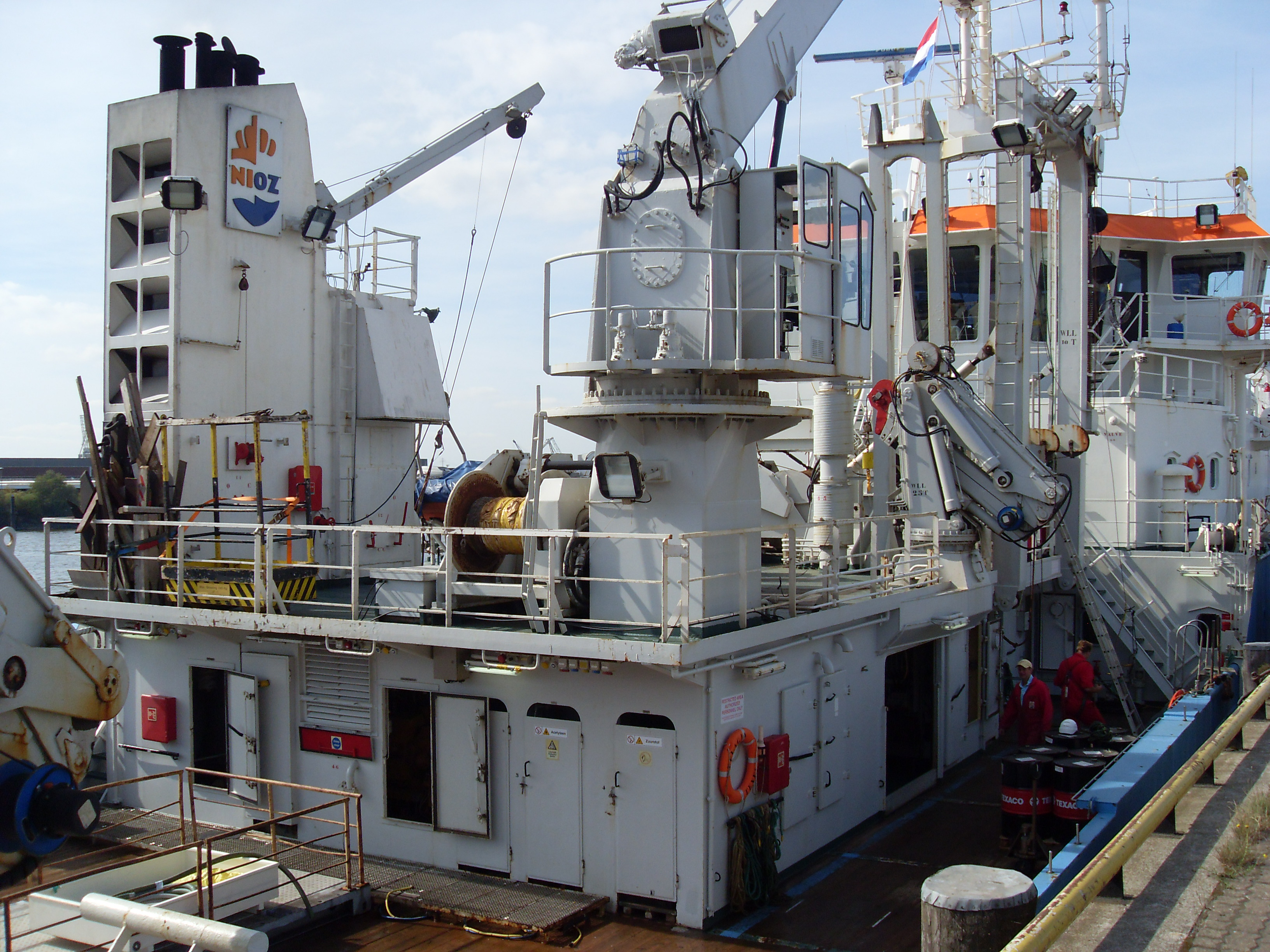
Achterdek van de Pelagia.

De Pelagia is een onderzoeksschip van het NIOZ.

## Onderzoek
Aan boord van dit schip vindt allerhande typen wetenschappelijk onderzoek plaats. Bijvoorbeeld bodemonderzoek naar koralen of onderzoek naar de gestelheid van plankton in het water. Hiervoor is aan boord uitrusting geplaatst zoals een aantal vaste laboratoria. Er is verder ruimte aan boord voor mobiele laboratoria in containers.
Aan boord zijn ook kranen en lieren om ook daadwerkelijk apparatuur in en uit zee te kunnen halen. Doorgaans zijn dit ROV-achtige apparaten zoals een CTD of een piston core. Verder zijn aan boord werktuigen geplaatst zoals aquaflow, multibeam, HIPAP en ADCP om continu metingen uit te kunnen voeren.
Omdat het schip voor onderzoek gebruikt wordt, wordt de aanduiding "RV" (research vessel) voor de naam geplaatst.

## Vaart
De Pelagia is wat betreft de vaart een conventioneel koopvaardijschip. Het valt onder dezelfde wetten en regelgeving als een willekeurig vrachtschip. De Pelagia wordt doorgaans ingezet in de zeeën rondom Europa.

## Het schip
De Pelagia heeft dieselelektrische voortstuwing. Aan boord zijn er drie generatorsets geplaatst. Hiervan worden er twee gebruikt om de voortstuwing van vermogen te voorzien. In de haven wordt de noodgenerator gebruikt voor de stroomvoorziening. De twee hoofdmotoren zijn Caterpillar 3508 en 3512 met een vermogen van ongeveer 850kW en 1000kW.